# Jani Lane
Jani Lane, de son vrai nom John Kennedy Oswald, est un chanteur nord-américain né le 1er février 1964 à Akron et mort le 11 août 2011 à Los Angeles, à l'âge de 47 ans.

## Biographie
Jani Lane fut le chanteur de Warrant au plus fort de la popularité du groupe, de la fin des années 1980 jusqu'en 1993. Sa carrière fut sérieusement contrariée et même détruite par un alcoolisme chronique qui lui valut une peine de 120 jours d'emprisonnement pour conduite en état d'ivresse en 2010. Sa condamnation avait été alourdie par une suspension de permis de conduire pour trois ans ainsi qu'une obligation légale de suivre un programme de désintoxication.
Il est retrouvé mort le 11 août 2011 à l'hôtel Comfort Inn de Woodland Hills, un quartier de Los Angeles en Californie. La cause officielle du décès est un empoisonnement sévère à l’alcool.
Jani Lane était deux fois divorcé et père de deux filles prénommées Taylar et Madison.

## Discographie
- Tribute To Van Halen (2000) : Panama (E. Van Halen, A. Van Halen, M. Anthony et D. Lee Roth) avec George Lynch (guitare) , Tony Franklin (basse) et Greg Bissonnette (batterie et percussions) ;
- Subdivisions: A Tribute to Rush (2005) : Bastille Day (Alex Lifeson, Geddy Lee et Neil Peart) avec Alex Skolnick et Dave Brooks.